# 托馬斯·布里斯班
陆军少将第一代准男爵，托马斯·麦克杜格尔·布里斯班爵士（英語：Sir Thomas Makdougall Brisbane, 1st Baronet，1773年7月23日—1860年7月27日），巴斯勋章及皇家圭尔夫勋章获得者、皇家学会会员、爱丁堡皇家学会会员，英国陆军將領、行政长官暨天文学家。在其上司威灵顿公爵的推荐下，出任1821年至1825年新南威尔士总督。作为一位敏锐的天文学家，他在殖民地建立了第二所天文台并积极促进当地科学和农业教育。英国殖民地国务大臣亨利·巴瑟斯特（Henry Bathurst）在召回布里斯班和他的殖民地秘书弗雷德里克·古尔本（Frederick Goulburn）时说：竞争对手（古尔本）损害他的声誉。布里斯班，一处以他名字命名的囚犯新定居点，现已成为澳大利亚最大的城市之一。

## 早年生活
1773年7月23日，布里斯班出生在苏格兰靠近艾尔郡拉格斯的诺德斯代尔（Noddsdale），是托马斯·布里斯班爵士和戴姆·埃莉诺拉的儿子，曾在爱丁堡大学接受过天文学和数学教育。1789年加入英国陆军第38步兵团（第一斯塔福德团），并在佛兰德、西印度群岛、西班牙和北美有过杰出的军功记录。他服役于威灵顿公爵所统率的部队，1813年被晋升为少将。半岛战争期间，他亲历过许多场战斗，包括在维多利亚战役中率领第三师（3rd Division）一个旅进行突破。在1812年战争中，他继续任旅指挥官；在1814年普拉茨堡战役中曾指挥过一支旅，当时布里斯班声称，如果允许步兵发动全面进攻，他们就会赢得战斗。在战斗中，他的指挥部就设以查尔斯.C.普拉特旧宅中（Charles C. Platt Homestead）。为表彰他在半岛战争的军功，他被授予了以纪念维多利亚(Vitoria)、比利牛斯(Pyrenees)、尼韦勒(Nivelle)、奥塔斯(Orthez)及图卢兹战役(Toulouse)的军队金质奖章和纪念尼夫战役(Nive)的银质勋章。
1819年11月，他与苏格兰罗克斯巴勒郡梅克斯敦（Makerstoun）的安娜·玛丽亚·海·麦克杜格尔（Anna Maria Hay Makdougall ）结婚。岳父去世后，布里斯班承继他的姓氏，改为麦克杜格尔·布里斯班。

## 总督
1821年，在惠灵顿的推荐下，布里斯班被任命为澳大利亚新南威尔士总督，任期止1825年。布里斯班在1821年12月1日接管了行政机构，并立即着手落实约翰·托马斯·比格（John Thomas Bigge）所提出的一些改革建议，以解决殖民地快速扩张所带来的诸多问题。布里斯班对科学的强烈兴趣使他欣然接受了出任澳大拉西亚哲学学会首任会长一职。1866年12月12日，该学会御准更名为新南威尔士皇家学会，为南半球最早的学术机构。他还在新南威尔士建立了第一所农业培训学院，是新南威尔士皇家农业学会的首位赞助人。他在殖民地推行过烟草、棉花、咖啡和新西兰亚麻的种植实验。
然而，布里斯班一直没得到下属官员的忠诚支持，尤其是殖民地秘书弗雷德里克·古尔本。1825年5月14日，布里斯班提交给巴瑟斯特伯爵（Burl Bathurst）的急件表明，比格的建议已被仔细考虑，并已作了很多改进。但布里斯班并没完全注意到比格报告的内容。在1822年4月初，他吃惊地发现，迄今为止土地补助金的发放极为随意。他立即颁布一项新政，规定只有垦荒100英亩（40万平米2）土地以上才准许受让人无偿使用一名苦役犯。他还鼓励发展政府土地上的农业，放宽休假、赦免和引介手续，并于1823年提出了招标补供制度。当1824年罗伯特·沃德尔博士和威廉·文特沃斯提出发行澳大利亚报纸时，布里斯班曾试图让新闻得到充分的言论自由。
1823年，布里斯班派约翰·奥克斯力中尉去寻找一处关押惯犯的新地点。奥克斯利发现了一条流入摩顿湾的大河。一年后，第一名犯人被押解至摩顿湾。1824年12月布里斯班在到访了该关押点。在奥克斯利建议下，这条河流和拘禁地一起被命名为布里斯班。1834年布里斯班被宣布为一座城镇并在1839年开放定居。
虽然，布里斯班一直在积极推行有益之事，但他仍无法摆脱持续的派系斗争所带来的影响（也曾困扰过他的前任）。助理外科医生亨利·道格拉斯（Henry G. Douglass）是这场冲突漩涡中的中心人物，因以各种反布里斯班的指控而被遣返回英国。最糟糕的是，谣传布里斯班纵容将女囚犯送到鸸鹋平原从事不道德的勾当，副总督威廉姆·史蒂沃特（William Stewart）、助理法官约翰·史蒂芬（John Stephen）以及资深助理牧师威廉·库珀（William Cowper）对此进行了调查，然而，他们最终了解到这都是些毫无根据的不实之言。布里斯班后来发现，殖民地秘书古尔本一直在扣留他的文件，而且对一些文件不作请示就擅作批复。1824年他向巴瑟斯特爵士汇报了古尔本的行为。作为回应，巴瑟斯特于1824年12月29日发出了总督和殖民地秘书召回令。

## 天文学家
贯穿布里斯班的一生，他自始至终都是一名敏锐的天文学家。1808年他就建立了一座天文台，这一天文台为下一百年的航海事业曾作出了贡献。当他带着望远镜、书籍和二名天文助理：卡尔·路德维希·克里斯蒂安·吕姆克和詹姆士·敦洛普一起来到了新南威尔士后，他就住在帕拉马塔澳大利亚首座天文台，等待前任麦夸里总督完成最后的安排。帕拉马塔天文台记录了陆地上对南半球恒星的第一次详细观测，最大的贡献就是吕姆克在1822年重新发现了恩克彗星。布里斯班在返回苏格兰时，将他的设备和书籍留在了殖民地。

## 晚年生活
布里斯班于1825年12月离开悉尼，返回到苏格兰。1826年，被任命为第34步兵团（坎伯兰团）上校。他在布里斯班姓氏前添加了麦克杜格尔一名，然后怀带着对科学的兴趣、他的财产和军队任命到乡村过起了乡坤生活。1832年他接任沃尔特·司各特爵士出任爱丁堡皇家学会会长，在1836年又受封为准男爵。同年，他被派为驻加拿大部队指挥官以及两年后的驻印度军总司令，但这两次任命都被他谢辞。他继续他的天文研究，做着有价值的工作。
他是首位澳大利亚科学赞助人，为此，在1828年约翰·赫歇尔给布里斯班颁奖时予以了充分的称赞。牛津和剑桥大学分别授予他法学博士（DCL）荣誉学位，他还入选为伦敦和爱丁堡皇家学会会员。在1814年和1837年分别获得爵级司令巴斯勋章和爵级大十字巴斯勋章。
1828年他获得英国皇家天文学会金质奖章，1835年发表了包含南半球7385颗恒星的《布里斯班星表》，他创建的天文台一直使用到1855年。

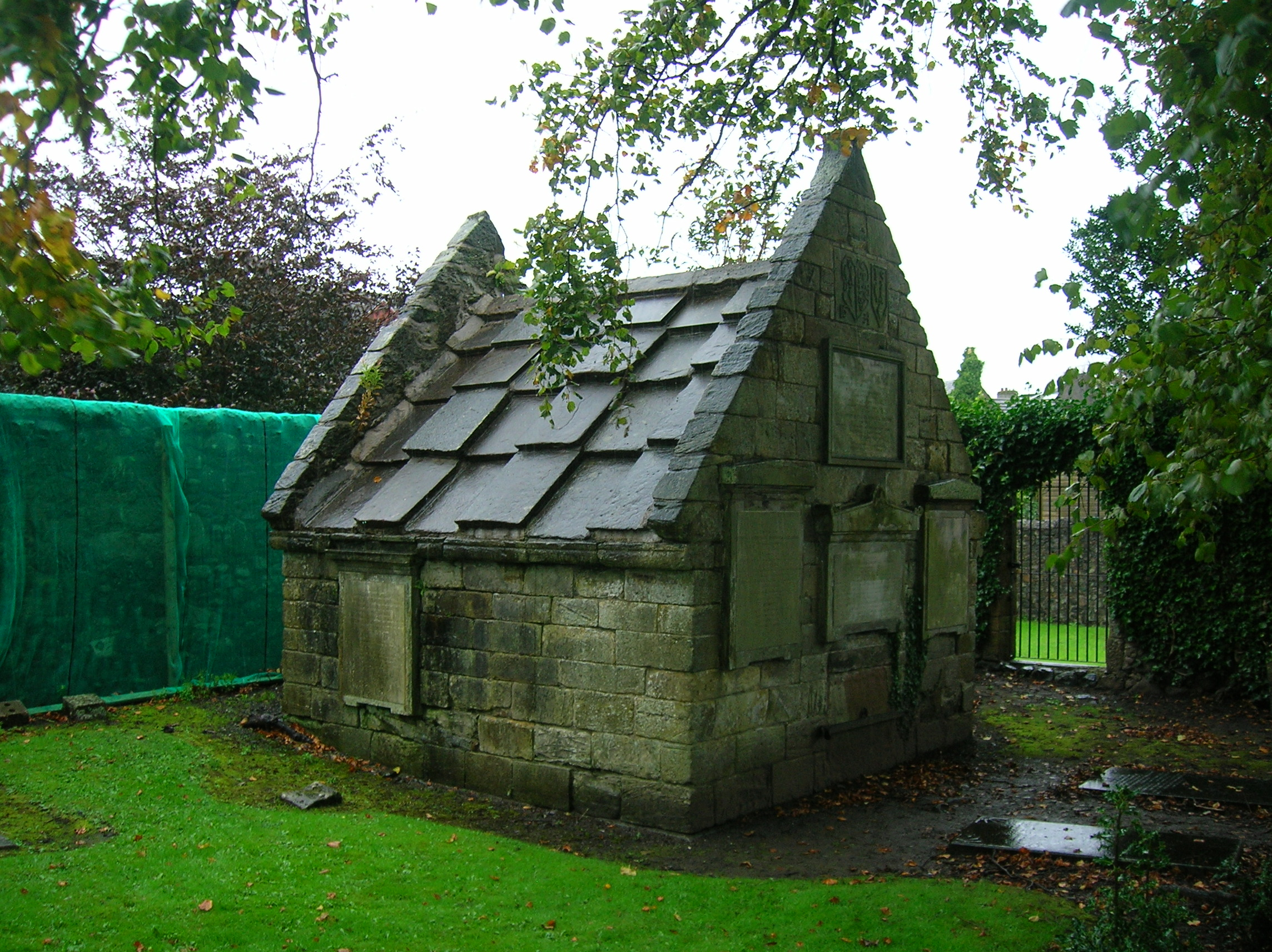
位于拉格斯的布里斯班墓

布里斯班回到苏格兰后，继续着他的研究，在靠近苏格兰边区的凯尔索附近他建造了一所离他妻子在梅克斯敦旧宅更远的天文台。他是爱丁堡皇家学会会员，1848年获得基思奖（Keith Medal）。1832年在沃尔特·司各特爵士去世后被选为学会会长，并在次年出任英国科学促进会（British Association for the Advancement of Science）会长。他创立了一项由爱丁堡皇家学会颁发的旨在鼓励科学研究的金质勋章。
1860年1月27日，布里斯班在英格兰拉格斯（Largs）去世，他的4个孩子都先他离世。他被葬在布里斯班侧廊（Brisbane Aisle）拱顶墓中，一处紧靠拉格斯老墓地斯凯尔莫利侧廊（Skelmorlie Aisle）的小墓园里。

## 遗产
以下是以托马斯·布里斯班的名字命名的一些地名：
- 布里斯班，澳大利亚昆士兰州最大城市及首府；
- 位于澳大利亚昆士兰州的布里斯班河；
- 布里斯班陨石坑，月球上的一座陨石坑；
- 苏格兰格里诺克的布里斯班街；
- 布里斯班水域，新南威尔士中海岸的一个入海口[5]；
- 位于昆士兰州布里斯班的托马斯·布里斯班爵士天文馆；
- 诺德斯代尔，拉格斯附近的一处山谷，他出生的布里斯班屋所在地，现已更名为布里斯班河谷 [6]；
- 堪培拉郊区—伊莎贝拉平原就是以托马斯爵士女儿的名字伊莎贝拉·布里斯班之名命名；
- 位于苏格兰艾尔郡北面，海边小镇拉格斯的布里斯班之家酒店；
- 位于拉格斯的托马斯·麦克杜格尔·布里斯班大桥；
- 爱丁堡皇家学会麦克杜格尔·布里斯班奖[7]。

还有许多源自澳大利亚城市直接或间接以布里斯班命名的用途。

### 引用
1. ↑  People & Stories, War of 1812 的存檔，存档日期2008-05-23., URL accessed 18 October 2006
2. ↑  C.D. DeRoche & Russell Bordeau. . New York State Office of Parks, Recreation and Historic Preservation. September 1978  [24 June 2010]. （原始内容存档于2016-03-03）.
3. ↑  Person Page 43467 （页面存档备份，存于）. Thepeerage.com. Retrieved on 2013-07-16.
4. ↑  （Historical Records of Australia, vol. XI, pp. 571–88）
5. ↑  . Geographical Names Register (GNR) of NSW. Geographical Names Board of New South Wales.   [28 December 2012].
6. ↑  . Ayrshire Birding.   [2 November 2009]. （原始内容存档于5 January 2009）.
7. ↑  . Royal Society of Edinburgh.   [2017-10-01]. （原始内容存档于2016-08-18）.